# Иля Еренбург
Иля Григориевич Еренбург (на руски: Илья́ Григо́рьевич Эренбу́рг) е съветски писател, поет, преводач (превежда от френски и испански), публицист и общественик, двукратен лауреат на Сталинска премия (1942 и 1948 година) и лауреат на Международна Сталинска премия „За укрепване мира между народите“ (1952 година).

## Биография

### Довоенен период
Роден е в Киев, Руската империя в семейство на евреи. Учи в 1-ва Московска гимназия. През 1905 г. се присъединява към болшевиките. През януари 1908 г. е арестуван и по-късно освободен.
Емигрира във Франция през декември 1908 г., установява се в Париж и се занимава с литературна дейност. В периода 1914 – 1917 г., по време на Първата световна война, е кореспондент на руските вестници „Утро России“ и „Биржевые ведомости“ на Западния фронт. Завръща се в Русия през 1917 г. Живее в Берлин в периода 1921 – 1924 г.
Еренбург е близък с левите кръгове във Франция, активно сътрудничи на съветския печат. Неговото име и талант на публицист са активно използвани в съветската пропаганда за създаване на привлекателен образ на тоталитарния режим на Сталин зад граница. От началото на 30-те години постоянно живее в СССР.
По време на Гражданската война в Испания (1936 – 1939) е кореспондент на вестник „Известия“. През 1938 г. пише в подкрепа на показния Трети Московски процес и издадените при него Смъртни присъди.

### Военен период
В годините на Съветско-германската война е кореспондент на вестник „Червена звезда“. Проявил се със своите около 1500 противонемски статии и произведения. Значителна част от тези статии са публикувани на страниците на вестниците: „Правда“, „Известия“, „Червена звезда“, събрани са и в публицистичната книга „Война“, т. 1-3 (1942 – 1944). В статиите си той използва толкова силен език на омразата срещу германските държава, армия и народ, че е било обичайно да бъдат четени на войниците и офицерите от Червената армия преди началото на атаките им, без да им бъде давана полагащата им се 200 грамова дажба водка. В тях той фалшифицира немската история, представяйки я единствено и само като хилядолетия на агресивни, грабителски и изтребителни войни срещу другите народи в Европа – дори братоубийствената Австро - пруска война, водена с цел да определи коя от двете етнически немски Велики сили има право да обедини етническите немски земи в една държава, в чиято основа да бъде, а Германия – като враг на света, очерняйки максимално народностните характер, качества и култура на германците, принизявайки ги до „крадци“ и „престъпници“, обвинявайки ги за военни стратегии и тактики, използвани и от Червената армия, които в такъв случай възхвалява в статиите си - като Изгорената земя, приписвайки на немските войници всевъзможни морални пороци, дехуманизирайки всички германци, без оглед на това дали са военни или цивилни, и без да различава техните пол и възраст, подстрекавайки омраза даже срещу пленените немски войници, независимо че тези действия на Еренбург са били в разрез с военната необходимост от отслабване на бойния дух и боеспособността на немските въоръжени сили, отричайки принадлежността им към човечеството, сравнявайки ги с „животни“ – в частност с „плъхове“ и „свине“, и „вируси“, а жените – с „вещици“, отричайки възможността немските войници да се сражават героично, злорадствайки за скръбта на германските майки и съпруги за загиналите им на фронта синове и мъже, критикувайки Западните съюзници за погребване на немски военнослужещи с полагащите им се почести и стигайки до призиви за геноцид срещу германския народ и изнасилване на германските жени . Според историците тези материали са едни от причините за жестокостите на Червената армия при нахлуването й в Германия през периода октомври 1944 – май 1945 г. През 1944 г. е част от съветска правителствена комисия, набедила за Катинското клане Хитлеристка Германия.

### Следвоенен период
След войната пише книгата „Буря“, за която печели Сталинска награда. Положението му сред руските писатели е специфично – от една страна получава материални блага и често пътува в чужбина, а от друга страна е следен от спецслужбите. Отношението на властите към него е също двойствено и при управлението на Хрушчов и Брежнев.
Иля Еренбург умира от рак на простатата през 1967 г.